# Rupert Wagner
Rupert Wagner (Rosenheim, 7 de agosto de 1980) es un deportista alemán que compitió en piragüismo en la modalidad de aguas tranquilas. Ganó una medalla de plata en el Campeonato Mundial de Piragüismo de 2006 y dos medallas de plata en el Campeonato Europeo de Piragüismo, en los años 2006 y 2007.

## Palmarés internacional
| Campeonato Mundial | Campeonato Mundial       | Campeonato Mundial | Campeonato Mundial |
| Año                | Lugar                    | Medalla            | Competición        |
| ------------------ | ------------------------ | ------------------ | ------------------ |
| 2006               | Szeged (Hungría)         | Medalla de plata   | K2 1000 m          |
| Campeonato Europeo |                          |                    |                    |
| Año                | Lugar                    | Medalla            | Competición        |
| 2006               | Račice (República Checa) | Medalla de plata   | K2 1000 m          |
| 2007               | Pontevedra (España)      | Medalla de plata   | K2 1000 m          |